# Kurt Waldheim
Kurt Josef Waldheim, född 21 december 1918 i Sankt Andrä-Wördern, Niederösterreich, död 14 juni 2007 i Wien, var en österrikisk politiker och diplomat. Han var Förenta nationernas generalsekreterare 1972–1981 och Österrikes förbundspresident 1986–1992.

## Tidigt liv
Waldheim föddes i Sankt Andrä-Wördern i närheten av Wien. Hans far, som ursprungligen hette Váklavic, var lärare och aktiv inom Kristligt-sociala partiet, men själv var Waldheim inte politiskt aktiv under tonåren. När Österrike annekterades av Tyskland 1938 ansökte han som 20-åring medlemskap i Nationalsocialistiska tyska studentförbundet (NSDStB), en sektion inom Nationalsocialistiska tyska arbetarepartiet (NSDAP). Under andra världskriget var Waldheim tysk officer; 1945 kapitulerade han inför de brittiska styrkorna i Kärnten och sade sig ha flytt från sitt förband (Heeresgruppe E) i vilket han lydde under general Alexander Löhr. Hans år som tysk soldat ledde långt senare till anklagelser om krigsförbrytelser, som han dock friades från.

## Diplomatisk karriär
Waldheim anslöt sig till den österrikiska diplomatkåren under 1945 efter att ha avslutat sina juridikstudier vid Wiens universitet. Han tjänstgjorde som förste legationssekreterare i Paris från 1948 och i utrikesministeriet i Wien från 1951. År 1956 blev han Österrikes ambassadör i Kanada för att sedan återvända till Wien fyra år senare och han utsågs därefter till permanent FN-ambassadör för Österrike 1964. Under perioden 1968–1970 var han federal minister i utrikesministeriet där han satt för Österrikiska folkpartiet men han återvände därefter till sitt arbete inom FN. Han förlorade det österrikiska presidentvalet 1971, men valdes senare samma år till generalsekreterare för FN som ersättare för avgående U Thant. Han blev omvald 1976 trots en del motsättningar. År 1981 lade Kina in sitt veto mot att han skulle få sitta en tredje period och han ersattes av Javier Pérez de Cuéllar från Peru.
Som generalsekreterare ledde Waldheim ett antal stora FN-stödda internationella konferenser. Bland dessa fanns den tredje FN-konferensen för handel och utveckling (Santiago, april 1972), FN-konferensen kring människans miljö (Stockholm, juni 1972), den tredje FN-konferensen för havsrätt (Caracas, juni 1974), konferensen kring jordens befolkning (Bukarest, augusti 1974) och konferensen för världens föda (Rom, november 1974).

## Österrikes president och Waldheimaffären
Waldheim gjorde ett nytt försök att få presidentposten vid valet 8 juni 1986, och blev så vald till president för en sexårsperiod. 1986 var också startskottet för vad som skulle bli känt som Waldheimaffären. Före valet hade den österrikiska tidningen Profil avslöjat att det fanns en del frågor kring Waldheims liv mellan 1938 och 1945 i hans nypublicerade självbiografi. Detta initierades med all sannolikhet av Socialdemokraterna och dess ordförande Fred Sinowatz i syfte att svartmåla Waldheim inför valkampanjen. Spekulationerna tilltog och Waldheim anklagades, förutom för att ha varit medlem av nazistpartiet, även för medverkan i krigsförbrytelser på Balkan.
Genom hela sin presidentperiod (1986–1992) ansågs Waldheim och hans hustru Elisabeth till följd av anklagelserna som persona non grata av många länder. År 1987 placerades de på en lista över personer som skulle förvägras inresetillstånd i USA och under sina sex år gjorde Waldheim endast utlandsbesök i länder i Mellanöstern samt Vatikanstaten som han besökte två gånger. Han besökte varken USA eller några europeiska länder.
På grund av den pågående internationella kontroversen beslöt Österrikes regering att tillsätta en internationell kommission för att undersöka Waldheims liv mellan 1938 och 1945. Deras rapport visade att Waldheim kände till förberedelser till krigsförbrytelser, men förnekade att någon personlig inblandning i dessa ägt rum. Enligt en kontroversiell bok av den judisk-amerikanske författaren Eli Rosenbaum motsatte sig både den österrikiska regeringen och flera media anklagelserna, både före och efter rapporten. Rosenbaum hävdar också att de inblandade historikerna höll en presskonferens för att ändra människors inställning, men många österrikare anser än idag att Waldheim var oskyldig. Simon Wiesenthal har också förklarat att det inte finns belägg för anklagelserna mot Waldheim. Den svenske FN-ambassadören Olof Rydbeck har skrivit att inga belägg alls har framkommit under hela tiden som Waldheim anklagats, men anklagelserna orsakade Sinowatz avgång som Socialdemokraternas partiordförande efter en rättegång.